# ماتسوکورا کاتسوایه
ماتسوکورا کاتسوایه (به ژاپنی: 松倉 勝家 Matsukura Katsuie) (۱۵۹۸ – ۲۸ آگوست، ۱۶۳۸) یک دایمیوی ژاپنی در اوایل دوره ادو بود. وی پسر ماتسوکورا شیگه‌ماسا بود که در طی سال‌های ۱۶۳۰–۱۶۳۸ بجای او حکمرانی کرد. کاتسوایه بخاطر سرکوب کاتولیک‌ها در حوزه خود، تنظیم مالیات بالا و تحمیل کار طاقت فرسا به دهقانان خود، باعث شورش شیمابارا شد. او همچنین برای پیچاندن بدن دهقانان نافرمان در نی و سپس آتش زدن آنان مشهور بود.
اگر چه شورش با موفقیت خاموش شد، اما وقتی در ماه مه ۱۶۳۸ یک جسد دهقان در داخل محل اقامت او پیدا شد، کاتسوایه جهت تحقیقات بیشتر توسط دولت شوگون‌سالاری توکوگاوا به ادو فراخوانده شد و به جرم حکمرانی نادرست و خشونت در ۲۸ اوت ۱۶۳۸ سر بریده شد. او تنها دایمیو در طول دوره ادو بود که، به جای خودکشی محترمانه هاراکیری، سر بریده شد که نشان از شدت سوء رفتار او دارد.